# Cresmatoneta eleonorae
Cresmatoneta eleonorae är en spindelart som först beskrevs av Costa 1883.  Cresmatoneta eleonorae ingår i släktet Cresmatoneta och familjen täckvävarspindlar. Inga underarter finns listade i Catalogue of Life.